# Parasmittina dubitata
Parasmittina dubitata är en mossdjursart som beskrevs av Hayward 1980. Parasmittina dubitata ingår i släktet Parasmittina och familjen Smittinidae. Inga underarter finns listade i Catalogue of Life.